# Stazione di Napoli Montesanto
Stazione di Napoli Montesanto vasútállomás Olaszországban, Nápoly településen.

## Vasútvonalak
Az állomást az alábbi vasútvonalak érintik:
- Villa Literno-Nápoly-vasútvonal

## Kapcsolódó állomások
A vasútállomáshoz az alábbi állomások vannak a legközelebb:
- Stazione di Napoli Piazza Amedeo
- Stazione di Napoli Piazza Cavour